# Мохуватка клубчаста
Мохува́тка клубча́ста (Plumatella fungosa) — вид мохуваток з родини Плюмателід.

## Таксономія
Вид описаний у праці Pallas, P. S. 1768. Descriptio Tvbvlariae fvngosae prope wolodimervm mense ivlio 1768 observatae. — Novi Commentarii Academiae Scientiarum Imperialis Petropolitanae 12: 565–572, Tab. XIV [= 14].
Синоніми:
- Tubularia fungosa Pallas, 1768[1]
- Alcyonella flabellum Van Beneden 1848
- Alcyonella fluviatile Bruguière, 1789
- Alcyonella fungosa (Pallas, 1768)
- Plumatella polymorpha var. fungosa (Pallas, 1768)
- Plumatella repens var. fungosa (Pallas, 1768)

## Поширення та чисельність
Ареал охоплює Європу, Західний Сибір, Далекий Схід, Близький Схід, Північну Америку.
В Україні зустрічаються окремі колонії та поодинокі статобласти в пробах планктону в річці Самара та Дніпровському каскаді (басейн Дніпра), у дельті Дунаю та басейні Сіверського Дінця.

## Морфологічні ознаки
Мохуватки клубчасті утворюють колонії у вигляді губчастих бурих грудок. Деякі частини колонії прозорі. Окремі зооїди щільно приєднані один до одного і зовні виглядають, як стільники. Довжина особини — 1-4 мм. Розміри колонії — до 1 метра в довжину й до 20 см у діаметрі. Вага колонії — до 1 кг.
Тіло окремої особини поділяється на два відділи — передній (поліпід) і задній (цистид). Поліпід несе до 70 щупалець, які утворюють корону (лофофор) у формі підкови. Цістід вкритий потовщеною кутикулою, утвореною зовнішнім епітелієм тіла, і має вигляд чашечки. Поліпід при подразненні втягується всередину цистиду.
Всередині колонії утворюються статобласти — внутрішні бруньки. Статобласт широкоовальний, видовжений, по обидва боки має кільце з повітрям. На одного зооїда в колонії приходиться кілька статобластів. Статобласти мохуватки клубчастої та мохуватки повзучої схожі між собою.

## Особливості біології
Мохуватка клубчаста — прісноводний сидячий вид. Місцем перебування є ставки. Часто трапляється разом зі ставковою бодягою. Колонії зустрічаються на глибині до 5 метрів як на природних, так і штучних субстратах — обростають палі, очерет, водогінні труби та інші підводні предмети.
Харчується мохуватка за допомогою щупалець, які створюють рух води в напрямку до рота тварини. При цьому з води фільтруються різні мікроорганізми та рештки органічних речовин (детрит). Мохуватка клубчаста — біофільтратор, відіграє велику роль у самоочищенні водойм. Вид найбільш поширений у альфа- та бета-мезосапробній зоні водойм.
Розмноження мохуватки клубчастої може відбуватися безстатевим способом — брунькуванням. При сприятливих умовах особина відокремлюється від колонії й брунькуванням започатковує нову колонію. Також мохуватки можуть розмножуватись статобластами. Восени при настанні несприятливих умов батьківський організм відмирає, і статобласти випадають з його тіла. Завдяки повітряним камерам статобласти плавають у воді, переносячи холод і висихання. Навесні в статобласті розвивається зародок, що перетворюється на мохуватку.
Статеве розмноження відбувається впродовж короткого сезону. Мохуватки — гермафродити. Після запліднення в батьківських особинах формуються личинки, які являють собою мікроскопічні овальні тіла без будь-яких виростів. Після відокремлення від батьківської особини личинка кілька годин плаває, ніж осяде на субстрат. В окремій личинці закладені зразу дві первинні особини. При закріпленні на субстраті обидві особини починають розвиватись, утворюючи характерні дволопатеві колонії.
У великій кількості мохуватки клубчасті можуть з'являтись у першій половині літа.

## Заходи охорони
Причинами зміни чисельності виду є погіршення стану біотопів унаслідок господарської та гідротехнічної діяльності, евтрофікації водойм.
Вид занесений до Червоної книги Харківської області зі статусом «вразливий».